# Alstonia macrophylla
Alstonia macrophylla är en oleanderväxtart som beskrevs av Nathaniel Wallich och George Don jr. Alstonia macrophylla ingår i släktet Alstonia och familjen oleanderväxter. IUCN kategoriserar arten globalt som livskraftig. Inga underarter finns listade i Catalogue of Life.